# Juan Andrés Ricci
Juan Andrés Ricci de Guevara, bekannt als Bruder Juan Rizi (* 1600 in Madrid; † 1681 in Montecassino), war ein spanischer Benediktinermönch, Maler, Architekt und Verfasser von Abhandlungen. Sein Stil, der in den ersten Jahrzehnten des 17. Jahrhunderts ausgebildet wurde, ist typisch für den naturalistischen Tenebrismus.
Seine Malerei, die sich im Laufe der Zeit nur wenig weiterentwickelt hat, zeichnet sich durch die Intensität ihrer Leichtigkeit aus, die mit hellen Pinselstrichen gearbeitet ist, und durch die Palette dunkler Farben mit einer Vorherrschaft von Braun und Schwarz – Farbe des benediktinischen Habits –, die nur gelegentlich durch Rottöne verstärkt wird, die, so Antonio Ponz, aufgrund seiner Gewohnheit, die Bilder „aus erster Hand“ zu hinterlassen, schlecht erhalten sind. Als gelehrter Maler mit theologischem Hintergrund achtete Rizi stets auf die theologischen und konzeptuellen Botschaften der Inhalte seiner Bilder, die ihn dazu veranlassten, neue oder wenig verwendete ikonografische Formeln zu erfinden oder zu übernehmen, wobei er insbesondere versuchte, die Rolle Marias als Vermittlerin hervorzuheben.
Obwohl der Großteil seines Schaffens aus klösterlichen Gemälden und Serien zu religiösen Themen besteht, die sich hauptsächlich auf Heilige des Benediktinerordens beziehen, war er auch ein geschätzter Porträtist, wobei der Einfluss von Velázquez in diesem Orden geschätzt wurde, wie man an dem zugeschriebenen Porträt von Don Tiburcio de Redín y Cruzat im Prado oder dem von Bruder Alonso de San Vítores im Museum von Burgos sehen kann, das mit einer exquisiten Palette warmer, gerösteter Farben komponiert wurde.
Als Verfasser von Schriften über theologische und künstlerische Themen kultivierte Rizi auch die Architektur, wobei er über die salomonische Säule theoretisierte, und es ist möglich, dass er zumindest gelegentlich Bildhauerei praktizierte, wenn man von einer dokumentarischen Notiz über die Fertigstellung eines geschnitzten Christus für das Krankenhaus von San Juan de Burgos ausgeht.

## Biographie und Werk
Sein Vater, Antonio Ricci, geboren in Ancona, kam 1585 nach Spanien, um unter der Leitung von Federico Zuccari an der Dekoration des Klosters El Escorial zu arbeiten. Nachdem Zuccari einige Monate später entlassen worden war, beschloss Antonio, in Spanien zu bleiben, wo er 1588 in der Kirche San Ginés in Madrid Gabriela de Guevar, eine Waise des Hofvergolders Gabriel de Chaves, heiratete. Er ließ sich in Madrid nieder und eröffnete eine Malwerkstatt, die sich der Anfertigung von Altarbildern, Kopien von Werken der Familie Bassano und Porträts widmete. In dieser Werkstatt zeigte er besonderes Geschick und wurde zum Porträtmaler des Prinzen Philipp IV. Seine elf Kinder wurden in Madrid geboren, alle in der Pfarrei San Sebastián getauft; Juan, das vierte, am 28. Dezember 1600 getauft, und das jüngste, Francisco, der auch Maler werden sollte, am 9. April 1614.

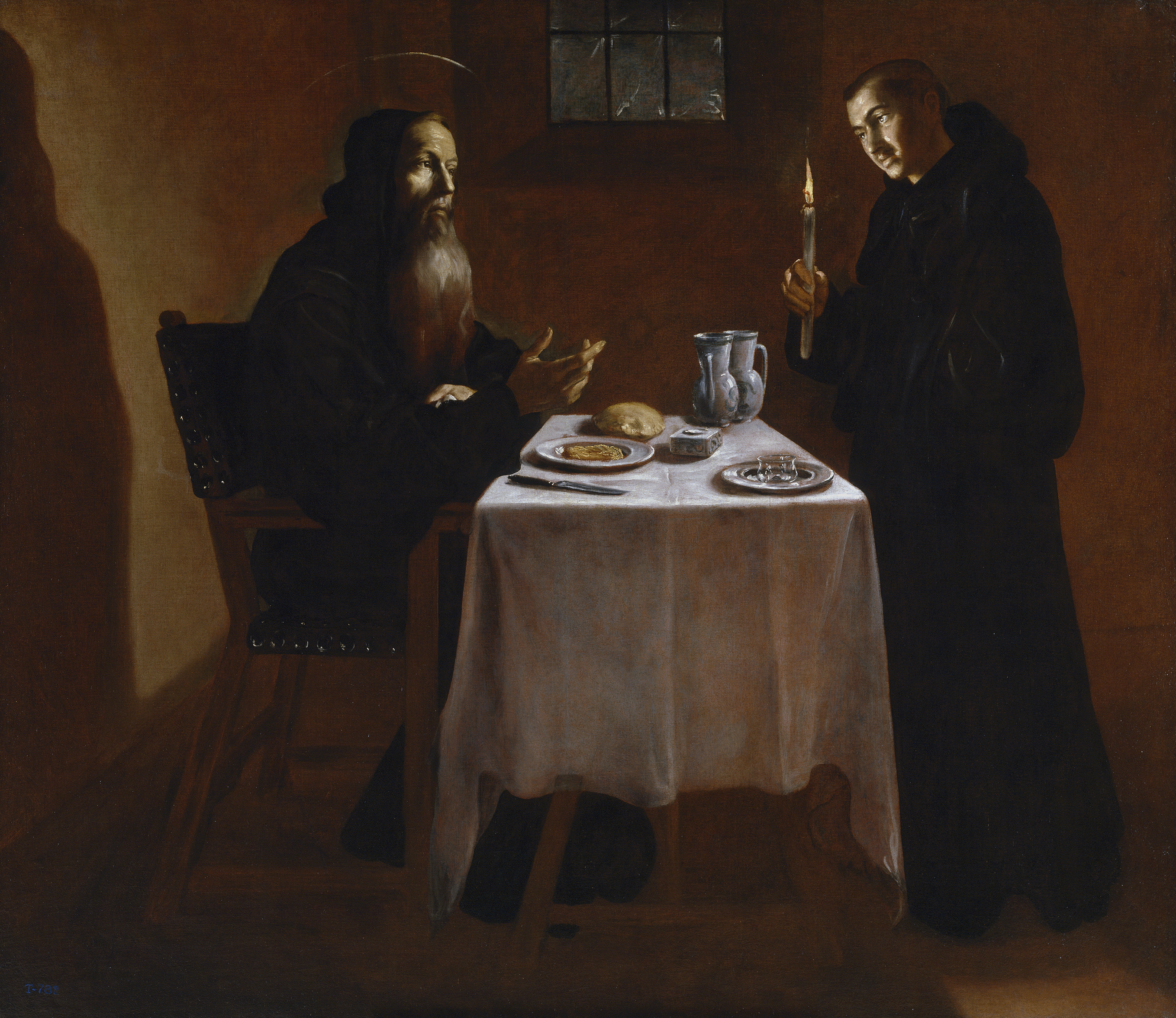
Juan Rizi: Der Hl. Benedikt

### Ausbildung und erste Jahre künstlerischer Tätigkeit
Wahrscheinlich begann Juan seine Lehre als Maler bei seinem Vater, obwohl Antonio Palomino angibt, dass er in der Werkstatt von Juan Bautista Maíno ausgebildet wurde, der nach Meinung von Pérez Sánchez sein Werk verleugnet – ein strenges, mit leichten Pinselstrichen aufgetragenes Tenebrismus, das die Werke bisweilen unvollendet zu lassen scheint. Unbekannt ist auch seine kulturelle Ausbildung im weitesten Sinne, einschließlich des Erlernens der lateinischen Sprache, eine notwendige Voraussetzung für den Eintritt in den Benediktinerorden. Seine Beziehung zum Kreis der am Hof lebenden italienischen Intellektuellen, mit denen sein Vater, der 1606 zusammen mit Vicente Carducho die Akademie St. Lukas in Madrid förderte, in Kontakt blieb, mag als Anreiz für seine frühe intellektuelle Berufung gedient haben. Einige der theoretischen Postulate, die er in seinen späteren Werken erläutern würde, wie etwa die theologischen Argumente zur Rechtfertigung der Kunst der Malerei als eine der Artes liberales, des Primats der Zeichnung als Einiger der Künste mit ihren Untergebenen, der Geometrie und Anatomie, finden sich in ähnlicher Weise in Carduchos akademischen Programmen und Schriften.
In jedem Fall wird Juans Teilnahme an der Akademie der Maler durch einen Vorfall aus dem Jahr 1622 bestätigt, der das Ende der Akademie selbst bedeuten könnte. In jenem Jahr widerriefen einige Maler die Befugnisse, die sie zuvor Vicente Carducho, Eugenio Cajés, Bartolomé González, Santiago Morán und anderen für die Abhaltung solcher Treffen erteilt hatten. Unter denen, die die Einwilligung widerriefen, alle „in diesem Hof ansässigen Meister der Malerei“, unterschrieb nebst Pompeo Leoni, Juan de la Corte oder Pedro Núñez del Valle auch „Juan Andrés Rizi“, der auf diese Weise bereits als unabhängiger Maler in den ersten dokumentarischen Nachrichten über ihn nach seiner Taufurkunde erschien.
Über sein frühes Leben ist nichts bekannt, außer dass er im Alter von sechzehn Jahren, bereits Anzeichen seiner Frömmigkeit zeigend, eine kleine Abhandlung über die Empfängnis Mariens schrieb, die er an Papst Paul V. schickte. 1622 arbeitete er als  Maler in Madrid. Palomino spielt hierbei auf zwei Werke an, die „vor dem Eintritt in die Religion“ für die Klöster der Trinitarier und die Madrider Mercedarier entstanden und beide als verloren gelten. In dem Vertrag für die Arbeiten im letztgenannten Kloster, der am 9. Januar 1625 mit dem Großsakristan Diego del Peso unterzeichnet wurde, war Rizi über fünfundzwanzig Jahre alt, unterlag aber immer noch der Erlaubnis der Eltern. Mit diesem Vertrag verpflichtete sich Rizi, vier Leinwände für die Sakristei mit der Passionsgeschichte Christi „und anderer Heiliger“ zu bemalen.

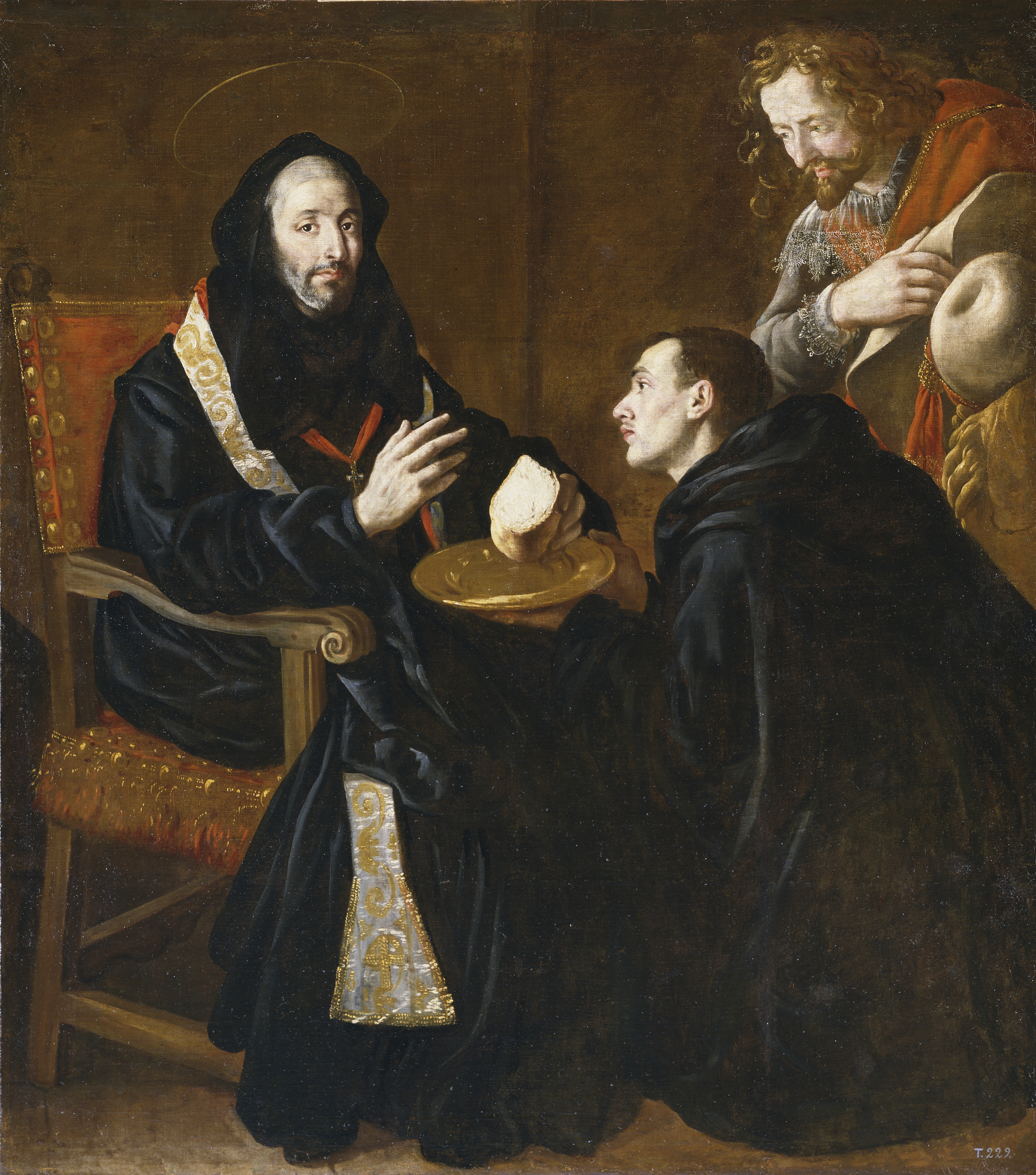
Juan Rizi: Der heilige Benedikt segnet das Brot, um 1655

### Benediktinermönch in Montserrat, Studien in Irache und Salamanca
Am 7. Dezember 1627 trat er im Kloster Montserrat in den Benediktinerorden ein, wo er ein Jahr später die Profess ablegte. Obwohl es das vornehmste katalanische Kloster war, gehörte Montserrat zur kastilischen Kongregation des Heiligen Benedikt des Königlichen in Valladolid, und wie Rizi stammte die Hälfte der Mitglieder aus Kastilien, was einige Konflikte verursachte. Nach Überwindung des vom Orden eingeführten Auswahlverfahrens, das die Zahl der Mönche, die jedes Kloster für ein Universitätsstudium entsenden konnte, beschränkte, wurde er zum Studium der Philosophie an das Kloster Irache (Navarra) geschickt, wo er zwischen 1634 und 1637 blieb, dem Jahr, in dem er nach Montserrat berufen wurde, um in der Kapelle San Bernardo, die wie vor seiner Abreise nach Irache in der Kapelle des Santísimo mit Grotten geschmückt war, Malerarbeiten auszuführen. Später ging er an das Colegio de San Vicente in Salamanca, wo er sich erstmals im akademischen Jahr 1638/1639 immatrikulierte und dort bis 1641 blieb. Antonio Palomino sagt, dass er, da er nicht über ein Drittel der Jahresrente von 100 Dukaten verfügte, die für die Aufnahme in das Universitätskolleg erforderlich war und die normalerweise von den Klöstern, aus denen die Studenten stammten, bezahlt wurde, in zwei Tagen ein Kruzifix malte, für das er mehr Geld erhielt, als für die Aufnahme erforderlich war.
Während er in Salamanca Theologie studierte, schmückte er den in den napoleonischen Kriegen zerstörten Kreuzgang der Schule mit Gemälden, und vielleicht besuchte er auch Kurse in Anatomie und Sezierung, wobei seine diesbezüglichen Kenntnisse in den anatomischen Zeichnungen zu erkennen sind, mit denen er die Abhandlung der weisen Malerei illustrierte, auch wenn die Hauptquelle dieser Zeichnungen die Drucke der Abhandlungen von Andrea Vesalio und Juan Valverde de Hamusco waren.

### 1641: Der Zeichenlehrer von Prinz Baltasar Carlos
Nach der Ankunft der im Februar aus Montserrat vertriebenen kastilischen Mönche in Madrid im Jahr 1641 zog er selbst von Salamanca an den Hof, an den er vom Graf von Olivares als Lehrer von Prinz Baltasar Carlos berufen wurde. Er war nicht zufrieden mit der Position, wie er einige Jahre später in einem Brief aus Rom an die Herzogin von Béjar erklärte.
Während dieser kurzen Zeit am Hof beteiligte er sich unter anderem mit Francisco Camilo, Alonso Cano und Diego Polo an der Dekoration des Theatersaals im alten Alcázar und konnte das zugeschriebene Porträt des englischen Botschafters in Madrid, Sir Arthur Hopton, anfertigen, das im Meadows Museum in Dallas aufbewahrt wird und das Gegenstand eines viel diskutierten Autographs ist.

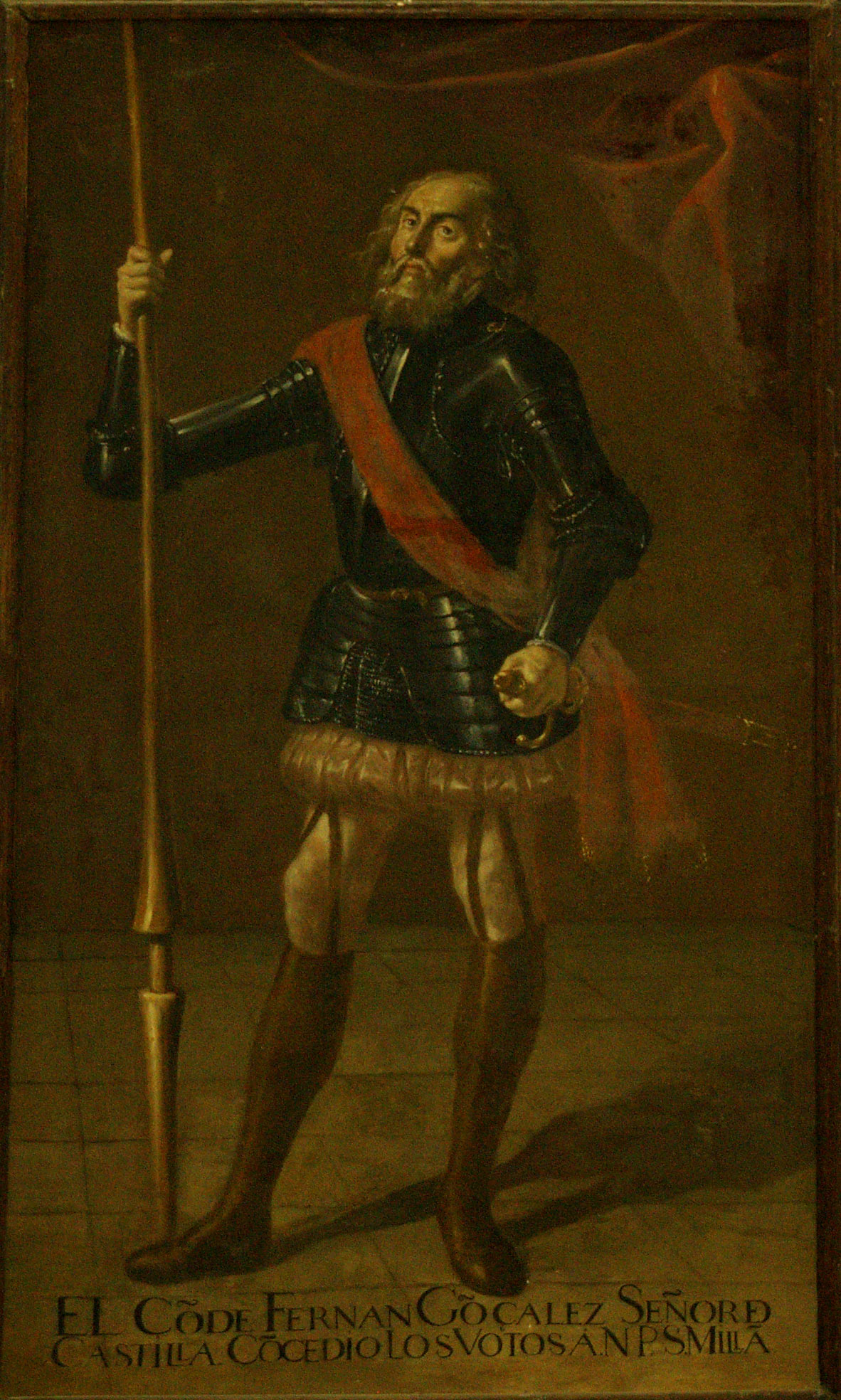
Juan Rizi: Porträt des Fernán González, Señor de Castilla

### 1642–1648: Santo Domingo de Silos, die ersten erhaltenen Werke
Sein Aufenthalt im Kloster Santo Domingo de Silos, wo er im Februar 1642 zum Predigerpater ernannt wurde und wo er nacheinander die Ämter des Predigers, des Beichtvaters und des Rufers bekleidete, wurde häufig durch Reisen unterbrochen, die von anderen Klöstern des Ordens und vom Bistum Burgos aus zur Teilnahme an Dekorationsarbeiten einberufen wurden. Die erste Abreise, im September 1642, war auf einen Zwischenfall mit dem Dorfarzt zurückzuführen, mit dem er „einige Ursachen und Worte“ hatte. Er wurde daher in das Priorat San Frutos in Duratón geschickt, einem abgelegenen Ort, der von Silos abhängig ist, in das er ein Jahr später für einen zweimonatigen Aufenthalt zurückkehrte.
Im Juli 1643, wenn nicht schon vorher, war er wieder in Silos, wo er für die Akte über die Reinheit des Blutes (limpieza de sangre) eines Novizen verantwortlich war. Da es für diese Jahre eine Fülle von Dokumenten gibt, die sich auf sein Klosterleben beziehen, gibt es keine Nachrichten über seine künstlerische Tätigkeit bis August 1645, als er vom Abt von San Juan de Burgos, Diego de Silva, zu einer umfangreichen dekorativem Umgestaltung des Klosters berufen wurde, bei der er für das Hauptaltarbild und die Seitenstücke sowie eine Reihe von Gemälden für den Kreuzgang und andere Räume verantwortlich war, die ersten dokumentierten Werke, die erhalten geblieben sind. Dies wird auch der Ausgangspunkt für eine Reihe von Reisen in die Hauptstadt Burgos und vielleicht auch nach Pamplona und Madrid in den Jahren unmittelbar vor dem Ende der Nachrichten über Bruder Juan im August 1648 sein.
In Silos befinden sich zwei Gemälde, die zwar nicht signiert oder dokumentiert sind, aber in diesen Jahren angefertigt sein mussten: Der Tod des Santo Domingo de Silos, der das Altarbild der in der Zelle des Heiligen installierten Kapelle bis zum Einsturz ihres Gewölbes im Jahr 1970 bewohnte, ist wahrscheinlich das erste bekannte Werk von Rizis Hand, da zwischen 1642 und 1645 die sogenannte Celda del Paraiso (Paradieszelle) erneuert wurde, möglicherweise unter Beteiligung von Rizi selbst an der architektonischen Gestaltung und ds. Hl. Dominikus bei der Befreiung der Gefangenen, die im Kapitelsaal und zuvor in der Tür der Sakristei aufbewahrt wurden – ein ungewöhnliches Werk in der Produktion des Malers aufgrund der Größe und der kompositorischen Komplexität angesichts der großen Zahl seiner Figuren. Rizis persönlicher Stil, seine tiefen Licht- und Schattenkontraste zur Abgrenzung der himmlischen und irdischen Räume, die Idealisierung der Gesichter Christi und der Jungfrau Maria im Gegensatz zur naturalistischen Behandlung der Gegenstände, ist bereits in diesen Werken voll ausgeprägt, in denen er sich zudem in der Gestalt des Lesemönchs selbst porträtieren konnte, der seinen Blick dem Betrachter zuwendet als Zeuge der wunderbaren Vision, von der er Zeugnis ablegt und die Rizi – abgesehen von den hagiographischen Berichten – mit dem Augenblick des Todes des heiligen Dominikus in Verbindung bringen.

### Gemälde für San Juan de Burgos
Im August 1645 ermächtigte ihn der Abt von Silos Pedro de Liendo, ins Kloster San Juan de Burgos zu gehen, um dort einige Bilder zu malen, und kehrte im folgenden Jahr zurück, um die Skulptur eines Gekreuzigten für das Krankenhaus des Klosters fertigzustellen.
Der Auftrag von Abt Diego de Silva, der eine vollständige dekorative Umgestaltung des Klosters beinhaltete, umfasste die Gemälde des Johannes dem Täufer gewidmeten Hauptaltarbildes (Taufe Jesu, Gefängnis des Heiligen Johannes und Enthauptung Johannes des Täufers), die Altäre im Hauptschiff der Kirche, eine Serie des Lebens des Heiligen Benedikt für den großen Schlafsaal und eine weitere von Benediktinerheiligen für den Kreuzgang. Von all diesen umfangreichen Eingriffen wurden viele seiner Gemälde nach den Entflechtungsprozessen des 19. Jahrhunderts zerstreut oder zerstört, obwohl Antonio Ponz bereits von dem schlechten Erhaltungszustand eines großen Teils von ihnen sprach, sind laut der dokumentierten Studie von David García López nur vier erhalten geblieben: den sogenannten San Benito und den Giftbecher aus der Kirche San Lesmes in Burgos, die Jungfrau von Montserrat mit einem Mönch aus dem Bowes-Museum in Barnard Castle (Durham) und zwei Gemälde aus dem Prado, die ursprünglich in zwei Seitenaltären gegeneinander gestellt waren: Sankt Benedikt, der einen Brotlaib segnet, und die Schrift San Gregorio, letztere wird im Museum als anonymes Werk katalogisiert.
Zu diesen vier Gemälden ist das Porträt von Bruder Alonso de San Vítores (Museum von Burgos) hinzuzufügen, das, obwohl es erst Jahre später (um 1658) gemalt wurde, aus der Bibliothek desselben Klosters San Juan stammt, in dem er die Profess ablegte, der später Bischof von Almería, Orense und Zamora werden sollte und der als General der Kongregation von Valladolid für die Verschönerung der Klöster des Ordens und den Schutz von Rizi zuständig gewesen war. Das Porträt, das nach Ansicht von Angulo und Pérez Sánchez nicht frei von Velazquez-Einflüssen ist, gilt einhellig als eines der Meisterwerke Rizis.
Er hielt es nicht lange in Silos aus, wohin er im Mai 1648 zurückgekehrt war. Noch vor Ende des Jahres reiste er nach Pamplona, wo er von seinem Bischof aufgefordert wurde, sich um Angelegenheiten zu kümmern, die einen Bruder betrafen, von dem nur wenig bekannt ist.
Zwischen 1649 und 1652 muss er einige Monate im Kloster San Pedro de Cardeña verbracht haben, wo er im Auftrag seines Abtes Juan Agüero ein nicht erhaltenes Reiterbild des Cid malte, das später nach Medina del Campo zog. Hier, in dem nun verschwundenen Kloster San Bartolomé, einem der bescheidensten des Ordens, das von Sahagún abhängig war und nur von drei Mönchen bewohnt war, übte er das Amt des Abtes aus. Dies erwähnte er in seiner Abhandlung über die Malerei der Weisen, wo er auch die Gestaltung der Kirchenfront einbezog, die in jenen Jahren ausgeführt wurde.
Es gibt keine dokumentarischen Belege für Rizis Aufenthalt in San Millán de la Cogolla, wo die meisten seiner Werke in situ aufbewahrt werden, aber es ist bekannt, dass 1653 der navarrische Maler Juan de Espinosa starb und die Gemälde im hohen Kreuzgang unvollendet ließ, deren Fertigstellung Rizi in Auftrag gegeben hatte. Möglicherweise wurde er noch im selben Jahr zum Malen ins Kloster berufen, denn zu dieser Zeit wurde auch Bruder Ambrosio Gómez zum Abt gewählt, unter dessen bis 1657 verlängertem Mandat die Arbeiten am Hauptaltarbild, das zwischen 1654 und 1656 vergoldet wurde, ausgeführt wurden.
Rizis Intervention im Kloster San Millán de Yuso mit den verlorenen Gemälden im oberen Kreuzgang, die dem Leben von San Millán gewidmet sind, wurde auf verschiedene Räume ausgedehnt, konzentrierte sich aber besonders auf die Kirche, wo er neben den Gemälden auf dem Hauptaltar und seinen Seiten auch für die Malereien auf drei weiteren Altären, die über das Kirchenschiff verteilt sind, verantwortlich war. Die ehrgeizigsten Werke waren für den Hochaltar bestimmt, über dem zwei große Leinwände von San Millán in der Schlacht von Simancas und der Himmelfahrt der Jungfrau Maria, der Anrufung des Tempels, den ihr Sohn in einer ungewöhnlichen Ikonographie, die zum Teil von einem der Drucke von Wierix für die Evangelicae historiae imagines von Jerónimo Nadal kopiert wurde, in seiner Erhebung in den Himmel begleitet.
Die zentrale Leinwand, auf der San Millán auf einem galoppierenden Pferd (oder vielleicht noch besser auf einem Einhorn) in die Schlacht zieht, entfernt sich von seinen üblichen klösterlichen Motiven, die immer viel statischer waren. Aber seine Unzulänglichkeiten bei der Schaffung einer wirklich dynamischen Wirkung werden durch sein reiches barockes Kolorit mit lockeren und lebendigen Pinselstrichen ausgeglichen. Das dargestellte Thema, das einmal als die wundersame Intervention von San Millán in der Schlacht von Hacinas interpretiert wurde, könnte eher die legendäre Intervention des Heiligen in der Schlacht von Simancas zur Unterstützung der kastilischen Armee des Grafen Fernán González widerspiegeln. Darin begründeten die Mönche von San Millán de la Cogolla die sogenannten Gelübde von San Millán, eine Dokumentenfälschung aus der Zeit um 1143, nach der Graf Fernán González dem Kloster aus Dankbarkeit für das wundersame Eingreifen des Heiligen bestimmte Rechte über einige kastilische Ortschaften gewährt hatte, Rechte, auf denen das wirtschaftliche Überleben des Klosters beruhte.

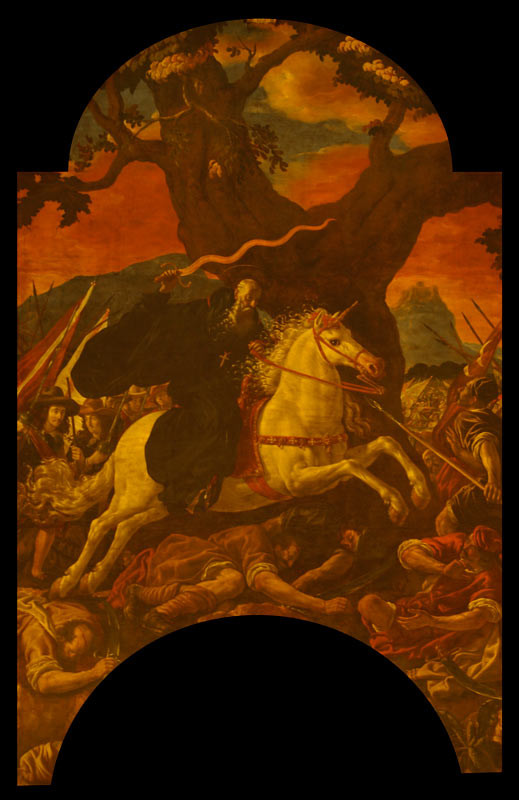
Juan Rizi: Aemilianus von Cogolla (San Millan)

Die Gemälde im Presbyterium werden mit den monumentalen Figuren der Heiligen Petrus und Paulus, Türen für die Reliquienschränke und vier Leinwände mit Heiligen auf den Seitenaltären, die in studierter Symmetrie mit dem Hauptaltar verbunden sind, vervollständigt: Die Heiligen Gertrude und Oria, eine bekennende Nonne des Klosters, auf der Seite des Briefes und die Heiligen Ildefons und Dominik von Silos auf der Seite des Evangeliums, alle vier erhielten die mystischen Visionen von Christus und der Jungfrau Maria, mit den charakteristischen Ruhmesausbrüchen von Rizi und seinem gleichen „etwas traurigen“ Farbensinn, so Jovellanos, der das Kloster 1795 besuchte.
Über das ganze Kirchenschiff verteilt und nun teilweise zerstückelt, malte er auch die Altarbilder des Rosenkranzes, des Heiligen Dominik von Silos und des Heiligen Benedikt mit jeweils zwei Leinwänden, wobei sich der erste (Die Jungfrau und die Seelen im Fegefeuer, Der Hl. Benedikt und San Miguel Florentino, die die Rosenkränze aus den Händen Jesu Christi und der Jungfrau erhalten) durch seinen größeren kompositorischen Aufwand und der des Hl. Benedikt und der militärischen Orden durch seine Ikonographie auszeichnete, in der der Benediktinerorden wieder mit den Aufgaben der Rückeroberung verbunden erschien. Interessant und aus ähnlichen Gründen sind auch die vier imaginären Porträts berühmter Beschützer des Klosters, die für den Saal der Könige gemalt wurden: Graf Fernán González, die Könige von Navarra García I. und Sancho el Mayor und Kaiser Alfons VII.
Schließlich befand sich im Treppenhaus der Sakristei ein großes, bis zu sieben Meter hohes Kunstwerk mit dem Namen St. Benedikt und der benediktinische Stammbaum. Es war ein Werk von großem Verdienst, das von Jovellanos und Ceán Bermúdez für die Vielfalt und Vielzahl ihrer Köpfe gelobt wurde. Die Leinwand, die durch die Aufgabe des Klosters nach der Auflösung im Jahre 1835 stark beschädigt wurde, galt 1909 als verloren, doch wurde ein Fragment von etwa 3 × 3 Metern mit den Figuren des Hl. Benedikt und des Hl. Millán in Begleitung einiger Äbte der Klöster von Suso und Yuso im selben Kloster aufgefunden und restauriert, Köpfe, die als authentische Porträts angesehen werden könnten, wenn nicht sogar als die historischen Figuren, die sie darstellen, mit einer Nummer auf der Mitra, anhand derer sie identifiziert werden könnten.

### Gemälde für das Transcorum der Kathedrale von Burgos
Dokumentiert sind zwischen 1656 und 1659 die Zahlungen an „Pater Juan de Rice“ für sechs Heiligenbildernfür die Seiten des Querschiffs der Kathedrale von Burgos, die zu seinen bedeutendsten Heiligenbilder zählen und die auch, wegen ihrer Lage an einem öffentlichen Ort, zu seinen bekanntesten gehörten. Isidoro Bosarte, der wie Antonio Ponz Rizi beschuldigte, seine Werke unvollendet zu lassen, schrieb 1804 in seiner künstlerischen Reise in verschiedene Städte Spaniens über sie, in denen „man weiß, dass er sich große Mühe gab, um dieser heiligen Kirche zu gefallen“. Auch Theophile Gautier, ein weiterer berühmter Reisender, fühlte sich von den Gemälden, die seiner Meinung nach von dem Kartäuser-Maler Diego de Leiva stammten, stark angezogen, und er widmete dem Bild „von starker Wirkung“ ein Sonett über das Martyrium der H l. Céntola, das fälschlicherweise als das Martyrium von Hl. Casilda interpretiert wurde.
Ihr Thema wurde ausgewählt, weil es sich um Heilige handelte, deren Reliquien sich in der Kathedrale befanden  zusammen mit einem Heiligen aus Burgos, dem Heiligen Julian, Bischof von Cuenca, und zwei Heiligen von universaler Frömmigkeit: der Heilige Antonius von Padua und Franz von Assisi, die die Stigmata erhielten, auf ungewöhnliche Weise behandelt wurden und in ihnen die emotionalen Aspekte der mystischen Trance betonten, um Werke von einer Spiritualität zu schaffen, die Jonathan Brown als bewegend beschrieben hat. Die intensiven Effekte des Helldunkels dominieren immer noch, aber ein neuer Sinn für Farbe kommt hinzu, insbesondere bei den prachtvoll gekleideten Heiligenfiguren.

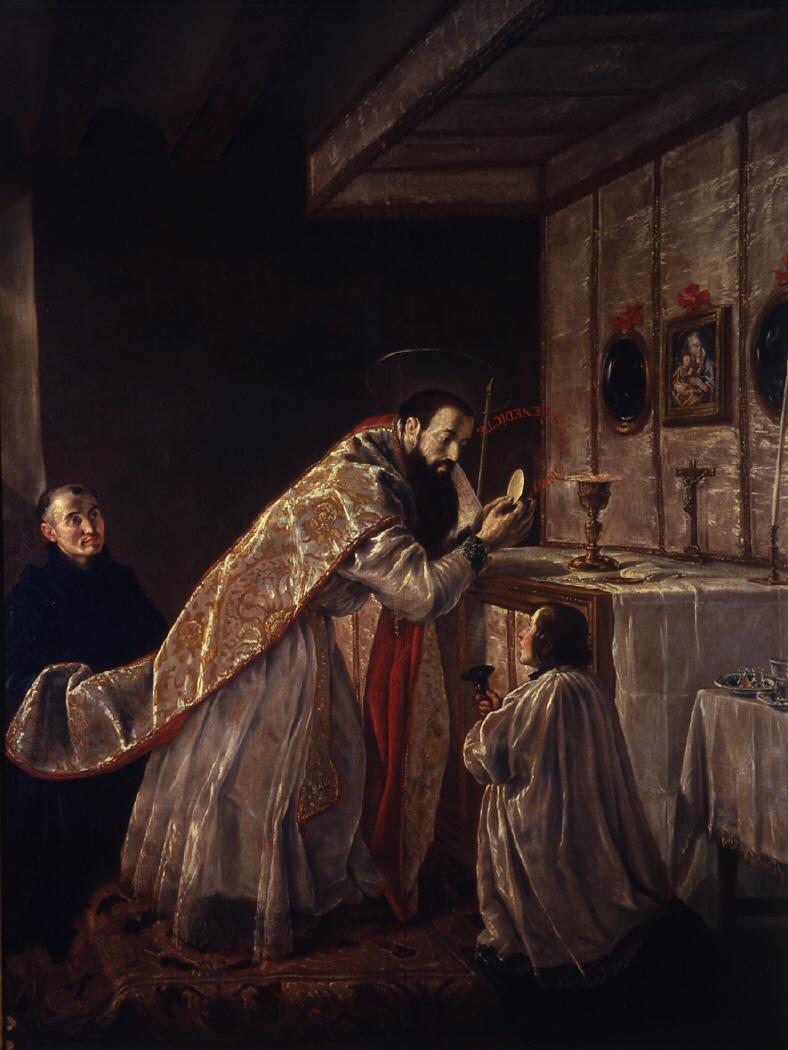
Juan Rizi: Messe des Hl. Benedikt

### Gemälde für das Kloster San Martín in Madrid
Die Inventarisierung des Vermögens des heute verschwundenen Klosters San Martín in Madrid, die im August 1809 aufgrund der von José I. angeordneten Exklaustrationserlasse durchgeführt wurde, enthielt 72 Gemälde von Rizi.
Dreiunddreißig von ihnen, die dem Leben des heiligen Benedikt gewidmet sind, wurden im Kreuzgang installiert, zusammen mit weiteren einundzwanzig Porträts berühmter Männer des Ordens und drei weiteren Porträts des heiligen Benedikt, die außerhalb der vorherigen Serie inventarisiert wurden, vielleicht wegen ihrer unterschiedlichen Größe. Weitere befanden sich im Durchgang vom Kreuzgang zur Sakristei (sechs aus dem Leben des Heiligen Domingo de Silos, die für Ponz von José Jiménez Donoso sein sollten), im Kapitelsaal, in der Bibliothek und im Refektorium, wo das große Gemälde des Schlosses von Emmaus hing. Es ist jedoch nicht bekannt, zu welchem Zeitpunkt in seiner Karriere Rizi in der Lage war, einen so großen Komplex in Angriff zu nehmen, und ob er dies alles auf einmal oder in verschiedenen Etappen tat. Da er die möglichen Kontakte, die er mit diesem Kloster, dem primitivsten des Ordens in Madrid, vor seiner Abreise nach Montserrat hatte, außer Acht gelassen hat, könnte er dort 1641, als er dem Prinzen Balthasar Karl als Meister diente, einige Gemälde hinterlassen haben, und es ist anzunehmen, dass er zwischen 1659 wieder dort residierte – ein Jahr, in dem er nachweislich das Hauptaltarbild des Klosters Unserer Lieben Frau von Sopetrán gemalt hat (wiederum die Mariä Himmelfahrt Jesu Christi und die Krönung der Jungfrau Maria), und August 1662, als er nach eigener Aussage in Rom eintraf. Es muss in diesen Jahren gewesen sein, dass er mit der Herzogin von Béjar in Kontakt stand, als ihr Kaplan und ihr Zeichenlehrer und der ihrer Kinder, und er war verantwortlich für das Verfassen des Weisen Gemäldes und einer anderen seiner Abhandlungen, die noch in Spanien geschrieben wurden: das Bild Gottes und der Geschöpfe, dessen Zeichnungen er seinem Schüler Gaspar de Zúñiga gegeben hatte, damit er darauf Radierungen für die Druckerpresse vornehmen konnte, ein Projekt, das durch Zúñigas Abreise nach Indien als Diener des Marquis von Mancera unterbrochen wurde.
Die Gemäldesammlung des Klosters San Martín, die nach den napoleonischen Kriegen, als auch seine Kirche zerstört wurde, etwas geschrumpft war, wurde nach der Entlassung 1835, als die Mönche eine zweite Exklaustration erlitten, endgültig zerstreut, und nur sehr wenige Gemälde sind heute noch als von ihr stammend zu erkennen. Es ist wahrscheinlich, dass die Gemäldeserie im Kreuzgang die beiden Szenen aus dem Leben des Heiligen Benedikt aus dem Besitz des Erzbischofs von Madrid enthielt, die in der modernen Pfarrei San Martín und jetzt im Kloster San Plácido aufbewahrt wurden: St. Benedikt und der Barbar Galla und St. Benedikt und das Sichelwunder; und zum gleichen Set gehören „Das Abendmahl des heiligen Benedikt“ und des heiligen Benedikt, die sich nach dem Durchgang durch das Dreifaltigkeitsmuseum im Besitz des Prado befinden, alles Werke von schneller Ausführung und ausgeprägter Vorherrschaft von Grau, die sogar die Effekte des Helldunkels zu einem fortgeschrittenen Zeitpunkt durch die Verwendung von künstlichem Licht in der Leinwand des Abendmahls hervorheben.
Zu dieser Reihe könnte auch San Benito gehören, der die Kinder Mauro und Plácido segnete, die aus der Beruete-Sammlung in den Prado kamen, in dem in der Figur des Mönchs, der San Benito begleitet, ein Selbstbildnis des Malers zu sehen ist, was laut Pater Sarmiento, einem Gast des Klosters Jahre später, daran erinnert. Es war dort Tradition, dass „es keinen Kopf gibt, der nicht ein Porträt eines Mönchs, eines Laien oder eines Dieners des Hauses ist“, und dass Rizi sich auf den Mönch, der dem Tod des heiligen Benedikt beiwohnte, eine fehlende Leinwand gemalt hatte und dies durch eine Unterschrift in der bereits von griechischen Künstlern verwendeten Weise erklärte, die Rizi, der keines seiner Gemälde signierte, bei mehr als einer Gelegenheit verwenden konnte.
Der gleiche Ursprung, obwohl wegen seiner Größe und des größeren Engagements und Farbenreichtums nicht Teil der gleichen Serie, hat die große Messe des heiligen Benedikt der Akademie von San Fernando, für viele Kritiker sein ehrgeizigstes Werk.
Das Gemälde gehörte zu denen, die 1810 von Francisco de Goya und Mariano Salvador Maella ausgewählt wurden, um für das Napoleonmuseum nach Paris geschickt zu werden, wo es 1813 verlegt und 1818 nach Spanien zurückgebracht wurde, um sofort in die Sammlung der Akademie aufgenommen zu werden. Sein Werk, welches gewöhnlich als die letzte Messe des hl. Benedikt verstanden wird, könnte im Gegenteil die erste Messe des hl. Benedikt sein, wenn er nach einer theologisch umstrittenen Tradition, die jedoch von den spanischen Benediktinermönchen verteidigt wurde, die Worte der Weihe aussprach (Dies ist mein Leib), antwortete ihm die Hostie mit den Worten, die in das Gemälde eingraviert sind: INMO TUUM BENEDICTE.

### 1662–1681: Rom und Montecassino
Ab November 1662 hielt er sich in Rom auf. Die Reise dorthin unternahm er, „um zu sehen, ob er das Geheimnis der Unbefleckten Empfängnis sich selbst definieren lassen konnte“. Palomino sagt, dass Papst Alexander VII. ihn für seine beiden Apostolate in Italien bewundert habe und dass er am Ende seines Lebens mit einem Bistum geehrt worden sei.
Der Grund für die Reise war in der Tat die Absicht Bruder Juans, mit Unterstützung der Herzöge von Béjar das Bistum Salonica oder die Abtei von Montelíbano zu erlangen, wo er vorschlug, die Kirche der Jungfrau von Montserrat zu widmen. Enttäuscht von diesen Erwartungen beschloss er, nach Spanien zurückzukehren, aber zuvor, „nicht ohne Gnade zurückzukehren“, bat er den Papst, zum Generalprediger seines Ordens in Spanien ernannt zu werden, ein Amt, das er in der Tat durch einen Schriftsatz vom 27. Oktober 1663 erhielt.
In Rom schrieb er die Epitome architecturae de ordine salomonico integro, eine Schrift in lateinischer Sprache mit 15 illustrieren, großformatige Seiten, die er dem Papst schickte (aufbewahrt in der Bibliothek des Vatikans, Fondo Chigi), mit einem Vorschlag für die Reform von Berninis Baldachin im Petersdom, auf den er die neue architektonische Ordnung anwandte, die er erfunden hatte: die gesamte oder vollständige salomonische Ordnung. Ein weiteres Exemplar der Epitome muss an Christina von Schweden geschickt worden sein, der es gewidmet war. Es enthielt Porträts des Papstes und der Königin, die auf einer Wolke sitzt und ihre Füße mit Feder und Lanze auf das Firmament setzte.
In einem weiteren Projekt aus denselben Jahren schlug er eine Umgestaltung der Piazza della Rotonda vor und verband sein Interesse an der salomonischen Säule, erhalten in den Überresten des Salomonischen Tempels in Jerusalem, mit seiner ständigen Sorge um die dogmatische Definition der Unbefleckten Empfängnis. Das scheinbar nur skizzenhaft angedeutete Projekt wurde in einer Rede mit dem Titel Immaculatae Conceptionis abgeschlossen, in der aufwendigsten Zeichnung ein Brunnen mit einigen nackten Reiterinnen um einen Sockel mit dem Porträt und dem Wappen Alexanders VII. dargestellt wird. Das Brunnenprojekt wurde nicht ausgeführt, aber Rizi hätte, wie aus seinen eigenen Worten hervorgeht, für die Nivellierung und Pflasterung des Platzes verantwortlich sein können, indem er die Stufen zwischen dem Platz und dem Tempel beseitigt hätte.
Aus unbekannten Gründen kehrte er nicht nach Spanien zurück, nachdem er den Posten des Generalpredigers erhalten hatte, sondern kam im Gegenteil mit der Kongregation von Cassinia in Kontakt. Im Januar 1665 befand er sich noch in Rom, wo er am Dreikönigstag einen Kometen bewunderte und zeichnete, über seine theologische Bedeutung spekulierte und die tausendjährigen Prophezeiungen von Joachim von Fiore, Johannes von Capistrano und Enea Silvio Piccolomini untersuchte. Es ist möglich, dass er sich sofort der Abtei Montecassino anschloss, wo er die im Zweiten Weltkrieg zerstörte Kapelle des Allerheiligsten Sakraments dekorierte.  Aber dieser Aufenthalt wurde, zumindest in den ersten Momenten, durch einige Umsiedlungen unterbrochen, denn 1666 malte er in dem Dorf Trevi nel Lazio (Frosinone) und 1668 signierte er in der Stadt L’Aquila, die damals zum Königreich Neapel gehörte, eine Hieroglyphe zu Ehren Karls II.
Die acht Bilder, die er für die Kapelle der Heiligen Kosmas und Damian in der Hauptkirche von Trevi nel Lazio gemalt hat, sind aus mehreren Gründen interessant. Zwei sind wegen ihrer Ikonographie besonders erwähnenswert: die im Gewölbe, die sehr stark beschädigt ist und eine Allegorie der Heiligen Dreifaltigkeit darstellt, der die Kapelle zuvor in Form von drei weiblichen Figuren um ein Kruzifix herum gewidmet war. Das Bild ist eine Variation einer Zeichnung, mit der die Abhandlung der scholastischen Theologie im Manuskript 539 der Bibliothek von Montecassino gezeigt wird; dazu die Leinwand im Dachboden des Altarbildes: Christus und die Muttergottes, die den Kelch mit der Hostie und der Taube des Heiligen Geistes halten, wobei die dargestellte Jungfrau wie die weiblichen Figuren der trinitarischen Allegorie gekleidet ist. Beide Ikonographien, die völlig originell sind und die Rolle Mariens als Miterlöserin hervorheben sollen, finden sich in gleicher Weise in einigen Zeichnungen der kastilischen Manuskripte von Bruder Johannes, wo sie als Schöpfungen der „Theologia Mistica“ definiert werden. Konventioneller sind die sechs verbliebenen länglichen Bilder mit Heiligenfiguren, wobei vor allem die Beständigkeit der charakteristischen Hell-Dunkel-Formeln des Malers, die dem, was zu dieser Zeit in Italien gemacht wurde, völlig fremd sind, und das Erscheinen von schnellen, unvollendeten Arbeiten mit warmen Farben auffällt.
Rizi blieb bis zu seinem Tod am 29. November 1681 in der Abtei von Montecassino.
Dort führte er laut seinen kastilischen Biographen ein der Jungfrau Maria gewidmetes Leben, widmete sich dem langen Fasten und der Buße, schlief bei geöffnetem Fenster und feierte früh morgens die Messe, während er sich der künstlerischen und intellektuellen Tätigkeit widmete. Er schrieb dort, gewöhnlich in Latein mit Glossaren in verschiedenen Sprachen, zehn Bücher, die in acht Codices gebunden sind, die in der Klosterbibliothek aufbewahrt werden; drei sind Kommentare zur Heiligen Schrift, die von der Genesis bis zum Buch der Psalmen reichen, zwei befassen sich mit dogmatischer und moralischer Theologie, mit Kommentaren zur Summa Theologica von Thomas von Aquin; ein anderes, ebenfalls mit dem Titel Scholastische Theologie, ist unterteilt in eine Abhandlung über die Dreifaltigkeit und ein biblisches Glossar, wobei die beiden anderen der Mathematik (Mathematicarum elementum) und der Architektur gewidmet sind, mit einer Kopie des der Herzogin von Béjar gewidmeten Epitoms, gruppiert mit anderen Schriften in spanischer Sprache, die derselben Dame zu verschiedenen Themen gewidmet sind, von Aspekten der Rhetorik bis hin zu einer Erklärung der Liturgie der Messe.
Illustriert mit Zeichnungen, teilweise nach dem Liber Chronicarum des deutschen Humanisten Hartmann Schedel aus dem 1493 in Nürnberg erschienenen Liber Chronicarum mit Holzschnitten von Michael Wolgemut und Wilhelm Pleydenwurff, liegt Rizis Hauptmotiv in der Beziehung zwischen Theologie und Malerei, aus der Überzeugung heraus, dass gerade die Malerei fähig ist, das Unsichtbare zu zeigen und das Schöpfungswerk des Menschen nach dem Bild und Gleichnis Gottes zu wiederholen.

## Bibliografie
- Pérez Sánchez, Alfonso E., Consejo Superior de Investigaciones Científicas (Spain): Historia de la pintura española : escuela madrileña del segundo tercio del siglo XVII. Instituto Diego Velázquez, Madrid 1983, ISBN 84-00-05636-1.
- Brown, Jonathan, 1939-: El Edad de oro de la pintura en Espãna. 2nd ed Auflage. NEREA, Madrid 1991, ISBN 84-86763-48-7.
- Parroquia de San Sebastián (Madrid, Spain). Archivo.: Parroquia madrileña de San Sebastián : algunos personajes de su archivo. Caparrós Editores, Madrid 1995, ISBN 84-87943-39-X.
- Martínez de Aguirre, Javier, Éditeur scientifique. Poza Yagüe, Marta, Éditeur scientifique.: Alfonso VI y el arte de su época. Publicaciones universidad complutense de Madrid, 2011, OCLC 800613563.
- Ricci, Juan Andrés, 1600–1681., Gil-Díez Usandizaga, Ignacio., Instituto de Estudios Riojanos.: El pintor Fray Juan Andrés Rizi, 1600–1681 : las ordenes religiosas y el arte en la Rioja. Instituto de Estudios Riojanos, Logroño 2002, ISBN 84-95747-45-6.
- Marías, Fernando, 1949–, Pereda, Felipe, 1968-: La pintura sabia. Antonio Pareja, Toledo 2002, ISBN 84-95453-26-6.
- Palomino de Castro y Velasco, Antonio, 1655–1726.: El museo pictórico y escala óptica : tomo 3, [el parnasso espanol pintoresco laureado]. M. Aguilar, Madrid 1988, ISBN 84-03-88005-7.
- Pérez Sánchez, Alfonso E.: Pintura barroca en España (1600–1750). Cátedra, Madrid 1992, ISBN 84-376-0994-1.